# Mi tiempo
Mi tiempo è il tredicesimo album in studio del cantante portoricano Chayanne, pubblicato nel 2007.

## Tracce
1. Si nos quedara poco tiempo
2. Lola
3. Cuestion de feeling
4. Tengo miedo
5. Indispendable
6. Bailarina
7. Te amaré
8. Sin palabras de relleno
9. Me voy a Río
10. Loco por vos
11. Juicio final

## Classifiche
| Classifica (2007) | Posizione più alta |
| ----------------- | ------------------ |
| Argentina         | 1                  |
| Messico           | 6                  |
| Spagna            | 6                  |
| Stati Uniti       | 42                 |